# Ceraleurodicus neivai
Ceraleurodicus neivai là một loài côn trùng cánh nửa trong họ Aleyrodidae, phân họ Aleurodicinae.
Ceraleurodicus neivai được Bondar miêu tả khoa học đầu tiên năm 1928.